# Tabanus pseudonebulosus
Tabanus pseudonebulosus är en tvåvingeart som beskrevs av Gorayeb 2006. Tabanus pseudonebulosus ingår i släktet Tabanus och familjen bromsar. Inga underarter finns listade i Catalogue of Life.